# Three Imaginary Boys
Pour les articles homonymes, voir Boys Don't Cry.
Albums de The Cure
Seventeen Seconds
(1980)
Three Imaginary Boys est le premier album studio du groupe britannique The Cure, sorti le 8 mai 1979. Il a été enregistré et mixé aux studios Morgan situés à Willesden dans le nord de Londres.
Il a été réédité — notamment pour le marché américain — en février 1980 sous le titre Boys Don't Cry, avec un nouveau visuel et une liste de chansons différentes incluant les trois premiers singles.
Le 7 décembre 2004, Three Imaginary Boys fait l'objet d'une réédition remastérisée en double CD ("Deluxe Edition") avec en supplément 20 morceaux rares ou inédits, dont certains de la période Easy Cure.

## L'album

### Musiciens
- Robert Smith : chant, guitare, harmonica sur Subway Song
- Michael Dempsey : basse, chœurs, chant sur Foxy Lady
- Lol Tolhurst : batterie

Musicien additionnel
- Porl Thompson : Guitare solo, chœurs (titres 1 à 4, 6 et 7 sur le deuxième CD de l'édition Deluxe)

### Pochette
La pochette de l'album nous montre trois appareils ménagers, à savoir un réfrigérateur, un aspirateur et une lampe de salon, symbolisant les trois membres du groupe (Lol Tolhurst le batteur pour l'aspirateur, Robert Smith pour la lampe, et Michael Dempsey le bassiste pour le réfrigérateur).

Dans le même esprit, les chansons sont symbolisées par des photos ou des illustrations au dos de la pochette (un crochet à viande pour Meathook, un téléphone pour 10:15 Saturday Night par exemple), ou par des pictogrammes sur l'étiquette centrale du 33 tours, aucun titre n'apparaît jamais.

### Liste des titres (version originale)
Toutes les paroles sont écrites par Robert Smith, toute la musique est composée par Michael Dempsey, Robert Smith et Lol Tolhurst sauf Foxy Lady écrite et composée par Jimi Hendrix.
| 1. | 10:15 Saturday Night | 3:42 |
| 2. | Accuracy             | 2:17 |
| 3. | Grinding Halt        | 2:49 |
| 4. | Another Day          | 3:44 |
| 5. | Object               | 3:03 |
| 6. | Subway Song          | 2:00 |

| 1. | Foxy Lady (reprise de The Jimi Hendrix Experience, avec Michael Dempsey au chant) | 2:29 |
| 2. | Meathook                                                                          | 2:17 |
| 3. | So What                                                                           | 2:37 |
| 4. | Fire in Cairo                                                                     | 3:23 |
| 5. | It's Not You                                                                      | 2:49 |
| 6. | Three Imaginary Boys                                                              | 3:17 |
| 7. | (Pièce instrumentale sans titre)                                                  | 1:04 |

- Note : la pièce instrumentale sans titre n'est symbolisée par aucun pictogramme sur le disque. Il faut attendre la réédition de 2004 pour découvrir son titre : The Weedy Burton.

### Liste des titres (Deluxe Edition)

#### CD 1 The Original Album
Liste identique à celle de l'album original (incluant The Weedy Burton).

#### CD 2 Rarities 1977-1979
- Note: Porl Thompson est présent à la guitare sur les titres 1, 2, 3, 4, 6 et 7, datant de la période Easy Cure[8].

| No  | Titre | Durée |
| --- | --- | ----- |
| 1.  | I Want To Be Old (sav studio demo 10/77 - Inédit)                                                                  | 2:36  |
| 2.  | I'm Cold (sav studio demo 11/77 - Inédit)                                                                          | 3:21  |
| 3.  | Heroin Face (live in the Rocket, Crawley 12/77 - figure sur la version cassette de l'album Concert: The Cure Live) | 2:40  |
| 4.  | I Just Need Myself (psl studio demo 1/78 - Inédit)                                                                 | 2:14  |
| 5.  | 10:15 Saturday Night (Robert Smith home demo 2/78 - Inédit)                                                        | 4:36  |
| 6.  | The Cocktail Party (group home demo 3/78 - Inédit)                                                                 | 4:17  |
| 7.  | Grinding Halt (group home demo 4/78 - Inédit)                                                                      | 3:31  |
| 8.  | Boys Don't Cry (chestnut studio demo 5/78 - figure sur la version cassette de Concert: The Cure Live)              | 2:45  |
| 9.  | It's Not You (chestnut studio demo 5/78 - Inédit)                                                                  | 3:16  |
| 10. | 10:15 Saturday Night (chestnut studio demo 5/78 - Inédit)                                                          | 3:41  |
| 11. | Fire In Cairo (chestnut studio demo 5/78 - Inédit)                                                                 | 3:42  |
| 12. | Winter (studio out-take 10/78 - Inédit)                                                                            | 3:46  |
| 13. | Faded Smiles (aka I Don't Know) (studio out-take 10/78 - Inédit)                                                   | 2:16  |
| 14. | Play with Me (studio out-take 10/78 - Inédit)                                                                      | 3:30  |
| 15. | World War (figure sur le 33 tours Boys Don't Cry)                                                                  | 2:38  |
| 16. | Boys Don't Cry (single - figure sur l'album Boys Don't Cry)                                                        | 2:37  |
| 17. | Jumping Someone Else's Train (single - figure sur l'album Boys Don't Cry)                                          | 2:59  |
| 18. | Subway Song (live in Nottingham 10/79 - figure sur la version cassette de Concert: The Cure Live)                  | 2:27  |
| 19. | Accuracy (live in Nottingham 10/79 - Inédit)                                                                       | 2:36  |
| 20. | 10:15 Saturday Night (live in Nottingham 10/79 - Inédit)                                                           | 4:38  |

### Classements hebdomadaires
| Classement (1979/1980)        | Meilleure place |
| ----------------------------- | --------------- |
| Nouvelle-Zélande (RIANZ)      | 37              |
| Royaume-Uni (UK Albums Chart) | 44              |

| Classement (2004) | Meilleure place |
| ----------------- | --------------- |
| France (SNEP)     | 140             |

### Certification
| Pays              | Certification | Date            | Unités certifiées |
| ----------------- | ------------- | --------------- | ----------------- |
| Royaume-Uni (BPI) | Argent        | 26 janvier 2024 | 60 000            |

## Boys Don't Cry
Albums de The Cure
Seventeen Seconds
(1980)
Boys Don't Cry est la réédition de l'album Three Imaginary Boys avec une liste de titres différente incluant les trois premiers singles du groupe. Sorti le 5 février 1980, cet album était au départ destiné au seul marché américain.

### Liste des titres
Toutes les paroles sont écrites par Robert Smith, toute la musique est composée par Michael Dempsey, Robert Smith et Lol Tolhurst.
| 1. | Boys Don't Cry               | 2:37 |
| 2. | Plastic Passion              | 2:15 |
| 3. | 10:15 Saturday Night         | 3:40 |
| 4. | Accuracy                     | 2:16 |
| 5. | So What                      | 3:03 |
| 6. | Jumping Someone Else's Train | 2:58 |
| 7. | Subway Song                  | 1:54 |

| 1. | Killing an Arab      | 2:22 |
| 2. | Fire in Cairo        | 3:21 |
| 3. | Another Day          | 3:43 |
| 4. | Grinding Halt        | 2:49 |
| 5. | World War            | 2:36 |
| 6. | Three Imaginary Boys | 3:14 |

Note : la plupart des versions CD omettent World War et remplacent So What par Object.

### Classements hebdomadaires
| Classement (1980)        | Meilleure place |
| ------------------------ | --------------- |
| Australie (ARIA)         | 60              |
| Nouvelle-Zélande (RIANZ) | 25              |

| Classement (1986)             | Meilleure place |
| ----------------------------- | --------------- |
| Royaume-Uni (UK Albums Chart) | 71              |

### Certifications
| Pays              | Certification | Date       | Unités certifiées |
| ----------------- | ------------- | ---------- | ----------------- |
| France (SNEP)     | Or            | 1986       | 100 000           |
| Royaume-Uni (BPI) | Platine       | 01/03/1991 | 300 000           |

### Singles
- Killing an Arab / 10:15 Saturday Night - 21 décembre 1978 (sorti sur Small Wonder, puis réédité par Fiction Records en février 1979).[22]
- Boys Don't Cry / Plastic Passion - 12 juin 1979[23]
- Jumping Someone Else's Train / I'm Cold - 20 novembre 1979[24]
- 10:15 Saturday Night / Accuracy - 1980 (sorti uniquement en France[25])